# Banka za međunarodna poravnanja
Banka za međunarodna poravnanja (engl. Bank for International Settlements, BIS) jeste međunarodna finansijska institucija u vlasništvu centralnih banaka koja „pospešuje međunarodnu monetarnu i finansijsku saradnju i služi kao banka centralnim bankama”. BIS obavlja svoj rad kroz svoje sastanke, programe i kroz Bazelski proces - domaćin je međunarodnim grupama koje teže globalnoj finansijskoj stabilnosti i olakšava njihovu interakciju. Ona takođe pruža bankarske usluge, ali samo centralnim bankama i drugim međunarodnim organizacijama. Sedište banke je u Bazelu, u Švajcarskoj, sa predstavništvima u Hongkongu i Meksiko Sitiju.

## Istorija
BIS je osnovan 1930. godine međuvladinim sporazumom između Nemačke, Belgije, Francuske, Ujedinjenog Kraljevstva, Italije, Japana, Sjedinjenih Država i Švajcarske. On je započeo sa radom u Bazelu u Švajcarskoj 17. maja 1930.
BIS je prvobitno imao za cilj olakšavanje reparacija nametnutih Nemačkoj Versajskim ugovorom nakon Prvog svetskog rata i da deluje kao poverenik za međunarodni zajam nemačke vlade (Jangov plan) koji je oformljen 1930. Potrebu za uspostavljanjem namenske institucije u tu svrhu predložio je 1929. godine Jangov komitet, i to je dogovoreno u avgustu te godine na konferenciji u Hagu. Povelja banke sastavljena je na Međunarodnoj konferenciji bankara u Baden-Badenu u novembru, a usvojena na drugoj Haškoj konferenciji 20. januara 1930. Prema povelji, akcije u banci mogli bi da drže pojedinci i nevladine organizacije. Međutim, prava glasa i predstavljanja na Generalnoj skupštini banke trebalo je da ostvaruju isključivo centralne banke zemalja u kojima su izdate akcije. Po dogovoru sa Švajcarskom, BIS je ostvarivao svoje korporativno postojanje i sedište u toj zemlji. Banka je takođe uživala određeni imunitet u državama ugovornicama (Briselski protokol 1936).
Prvobitni zadatak BIS-a da olakša isplate reparacija iz Prvog svetskog rata brzo je zastareo. Isplate reparacije su prvo obustavljene (Huverov moratorijum, jun 1931), a zatim su potpuno ukinute (Lozanski sporazum, jul 1932). Umesto toga, BIS se usredsredio na svoj drugi zakonski zadatak, tj. na unapređivanje saradnje između centralnih banaka svojih članica. On je delovao kao forum za sastanke centralnih banaka i pružao im bankarske olakšice. Na primer, krajem 1930-ih, BIS je imao ključnu ulogu u pomaganju centralnim bankama kontinentalne Evrope da deo svojih zlatnih rezervi isporuče u London.
Kao navodno apolitička organizacija, BIS nije bio u stanju da spreči transakcije koje su odražavale savremenu geopolitičku stvarnost, ali su takođe široko smatrane beskrupuloznim. Na primer, kao rezultat politike smirivanja nacističke Nemačke od strane Velike Britanije i Francuske, BIS je u martu 1939. godine bio obavezan da prenese 23 tone zlata koje je držao u ime Čehoslovačke na nemačku Rajhsbanku, nakon nemačke aneksije Čehoslovačke.
Po izbijanju Drugog svetskog rata u septembru 1939. godine, Upravni odbor BIS-a, u kome su bile zastupljene glavne evropske centralne banke, odlučio je da Banka treba da ostane otvorena, ali da, za vreme trajanja ratnih dejstava, ne bude sastanaka odbora direktora i da bi banka trebalo da održi neutralan stav u vođenju svog poslovanja. Međutim, kako se rat nastavljao, nakupljali su se dokazi da je BIS sprovodio operacije koje su bile korisne Nemcima. Takođe, tokom rata, saveznici su optuživali naciste da pljačku i zahteveli su da BIS ne prihvata zlato od Rajhsbanke kao naplatu za predratne obaveze povezane sa Jangovim planom. To nije bilo uspešno, jer je pretopljeno zlato, koje bilo da je konfiskovano od zatvorenika ili zaplenjeno pobedom, smatrano prihvatljivim kao plaćanje BIS-u.‍:245–252 Na operacije koje je sprovodio BIS gledalo se sa sve većom sumnjom iz Londona i Vašingtona. Činjenica da su nemački industrijalci i savetnici najvišeg nivoa sedeli u odboru BIS-a činilo se da pruža dovoljno dokaza o tome kako bi Hitler mogao da koristi BIS tokom rata, uz pomoć američkih, britanskih i francuskih banaka. Između 1933. i 1945. u BIS-ovom odboru bili su Valter Funk, istaknuti nacistički zvaničnik, i Emil Pul odgovoran za preradu zubnog zlata opljačkanog od žrtava koncentracionih logora, kao i Hermann Šmic, direktor IG Farbena, i Baron fon Šreder, vlasnik J.H. Štajn banke, koji su svi kasnije osuđeni za ratne zločine ili zločine protiv čovečnosti.
Bretonvudska konferencija 1944. preporučila je „likvidaciju Banke za međunarodna poravnanja u najranijem mogućem trenutku”. To je rezultiralo time da je BIS bio predmet neslaganja između američke i britanske delegacije. Likvidaciju banke podržali su i drugi evropski delegati, kao i Amerikanci (uključujući Hari Dekster Vajta i sekretar trezora Henri Morgento ml). Ali tome se usprotivio Džon Mejnard Kejns, šef britanske delegacije.
Kejns se sastao sa Morgentom u nadi da će sprečiti ili odložiti raspuštanje, ali je ono sledećeg dana odobreno. Međutim, likvidacija banke zapravo nikada nije bila preduzeta. U aprilu 1945. godine, novi američki predsednik Hari S. Truman prekinuo je američko učešće u toj šemi. Britanska vlada je suspendovala raspuštanje, a odluka o likvidaciji BIS-a zvanično je poništena 1948.
Nakon Drugog svetskog rata, BIS je zadržao izrazit evropski fokus. Delovao je kao agent Evropske unije za plaćanja (EPU, 1950–58), jednog unutarevropskog klirinškog aranžmana dizajniranog da pomogne evropskim zemljama u obnavljanju konvertibilnosti valuta i slobodnoj, multilateralnoj trgovini. Tokom šezdesetih godina - vrhunca Bretonvudskog sistema fiksnog deviznog kursa - BIS je ponovo postao lokus za transatlantsku monetarnu saradnju. On je koordinirao je Zlatni fond centralnih banaka,‍:416 i niz operacija valutne podrške (npr. Aranžmani Sterling Grupe iz 1966 i  1968). Grupa od deset (G10), uključujući glavne evropske ekonomije, Kanadu, Japan i Sjedinjene Države, postala je najistaknutija grupacija.
Sa okončanjem Bretonvudskog sistema (1971–73) i prelaskom na promenljivi kurs, pitanja finansijske stabilnosti su došla do izražaja. Kolapsi nekih međunarodno aktivnih banaka, poput Herstat banke (1974), istakli su potrebu za poboljšanjem bankarskog nadzora na međunarodnom nivou. Guverneri G10 stvorili su Bazelski komitet za bankarski nadzor (BCBS), koji ostaje aktivan do danas. BIS se razvio u globalno mesto za okupljanja regulatora i za razvijanje međunarodnih standarda (Bazelski Konkordat, Bazelski Kapitalni Akord, Bazel II i ). Preko svojih centralnih banaka članica, BIS je bio aktivno uključen u rešavanje Latinoameričke dužničke krize (1982).
Od 1964. do 1993. godine, BIS je obezbeđivao sekretarijat Komiteta guvernera centralnih banaka država članica Evropske zajednice (Komitet guvernera). Ovaj odbor je stvoren odlukom Evropskog saveta za unapređenje monetarne saradnje između centralnih banaka EC. Isto tako, BIS je 1988–89 bio domaćin većine sastanaka Delorsovog odbora (Komiteta za proučavanje ekonomske i monetarne unije), koji je stvorio nacrt za monetarno objedinjavanje, naknadno usvojen Ugovorom iz Mastrihta (1992). Godine 1993, kada je Komitet guvernera zamenio Evropski monetarni institut (EMI - preteča ECB), on se preselio iz Bazela u Frankfurt, prekidajući veze sa BIS-om.

## Crvene knjige
BIS je 1985. godine objavio jedan od prvih projekata Grupe, detaljan pregled razvoja platnog sistema u zemljama G10, u prvoj iz serije koja je postala poznata kao „Crvene knjige”. Trenutno crvene knjige pokrivaju zemlje učesnice u Komitetu za plaćanja i tržišne infrastrukture (CPMI). Uzorak statističkih podataka iz crvenih knjiga nalazi se u donjoj tabeli, gde se lokalna valuta konvertuje u američke dolare po kursevima na kraju godine.
| Po glavi stanovnika | Zemlja                 | Milijardi dolara |
| ------------------- | ---------------------- | ---------------- |
| $10.194             | Švajcarska             | $87              |
| $8.471              | Hongkong SAR           | $63              |
| $8.290              | Japan                  | $1.048           |
| $6.378              | Singapure              | $36              |
| $5.238              | Sjedinjene Države      | $1.719           |
| $4.230              | Evro oblast            | $1.446           |
| $2.404              | Australija             | $60              |
| $2.003              | Koreja                 | $103             |
| $1.924              | Kanada                 | $71              |
| $1.683              | Saudi Arabija          | $56              |
| $1.417              | Ujedinjeno Kraljevstvo | $94              |
| $1.009              | Rusija                 | $148             |
| $825                | Kina                   | $1.151           |
| $682                | Švedska                | $7               |
| $680                | Meksiko                | $85              |
| $513                | Argentina              | $23              |
| $327                | Brazil                 | $68              |
| $311                | Turska                 | $26              |
| $230                | Indija                 | $307             |
| $205                | Južna Afrika           | $12              |
| $196                | Indonezija             | $52              |

## Literatura
- James, Paul; Patomäki, Heikki (2007). Globalization and Economy, Vol. 2: Global Finance and the New Global Economy. London: Sage Publications.
- Reinhart, Carmen; Rogoff, Kenneth (2009). This Time Is Different: Eight Centuries of Financial Folly. Princeton University Press. ISBN 978-0-691-15264-6.
- James, Paul W.; Patomäki, Heikki (2007). Globalization and Economy, Vol. 2: Globalizing Finance and the New Economy. London, UK: Sage Publications. ISBN 978-1-4129-1952-4.
- Cassis, Youssef (2006). Capitals of Capital: A History of International Financial Centres, 1780–2005. Cambridge, UK: Cambridge University Press. ISBN 978-0-511-33522-8.
- Flandreau, Marc; Holtfrerich, Carl-Ludwig; James, Harold (2003). International Financial History in the Twentieth Century: System and Anarchy. Cambridge, UK: Cambridge University Press. ISBN 978-0-511-07011-2.

## Spoljašnje veze
- Zvanični veb-sajt
- They’ve Got a Secret by Michael Hirsh, The New York Times, 2013 (a book review of Tower Of Basel, Adam LeBor, 2014)
- "The Money Club", by Edward Jay Epstein, Harpers, 1983.
- Andrew Crockett statement to the IMF.
- An account of the use of reserve policy and other central bank powers in China на сајту  (архивирано фебруар 4, 2012), by Henry C K Liu in the Asia Times.
- Banking with Hitler на веб-сајту , Timewatch, Paul Elston, producer Laurence Rees, narrator Sean Barrett (UK), BBC, 1998 (a video documentary about the BIS role in financing Nazi Germany)
- eabh (The European Association for Banking and Financial History e.V.)
- Documents and clippings about  Banka za međunarodna poravnanja у Новинским архивама 20. века Немачке националне библиотеке економије (ZBW)
- „Press release: BIS completes redistribution of shares”. www.bis.org. 1. 6. 2005.
- „Products and services”. www.bis.org. 21. 1. 2003.